# Еппінг (станція метро)
51°41′37″ пн. ш. 0°06′50″ сх. д. / 51.693611° пн. ш. 0.113833° сх. д.
Еппінг (англ. Epping) — станція Центральної лінії Лондонського метрополітену у ринковому містечку Еппінг, Ессекс, Англія у 6-й тарифній зоні. Є північно-східною кінцевою станцією Центральної лінії.  В 2017 році пасажирообіг станції — 3.66 млн пасажирів

## Історія
- 24. квітня 1865: відкриття станції у складі Great Eastern Railway
- 25. вересня 1949: відкриття трафіку Лондонського метро[3]
- 18. квітня 1966: закриття товарної станції[4]
- 30. вересня 1994: припинення трафіку Еппінг — Онгар

## Послуги
| Попередня станція | Лінія | Лінія                             | Лінія | Наступна станція |
| ----------------- | ----- | --------------------------------- | ----- | ---------------- |
| Кінцева           |       | Лондонське метро Центральна лінія |       | Тейдон-Буа       |